# Bombardamento di Yarmouth e Lowestoft
Il bombardamento di Yarmouth e Lowestoft  del 24 aprile 1916 fu un attacco della Hochseeflotte contro le installazioni portuali della città inglesi di Yarmouth e Lowestoft. Lo scopo dell'attacco era attirare parte della flotta britannica per distruggerla in combattimento. A supporto fu compiuto un attacco da parte degli Zeppelin tedeschi su Norwich, Lincoln, Harwich ed Ipswich. L'attacco era coordinato con la rivolta di Pasqua irlandese, dopo gli accordi fra i nazionalisti irlandesi e la Germania.
Lo scopo non fu raggiunto e l'azione si risolse con danni limitati da entrambe le parti.

## Il bombardamento
Il comandante della squadra di incrociatori da battaglia tedeschi, Franz von Hipper, era in licenza per malattia, così il comando era stato affidato al Konteradmiral Friedrich Bödicker.
Il Derfflinger, Lützow, Moltke, Seydlitz ed il Von der Tann lasciarono l'estuario del Jade alle 10:55 del 24 aprile 1916, con il supporto di sei incrociatori leggeri della II Divisione esplorante e due flottiglie (VI e IX) di torpediniere. Le unità principali della Hochseeflotte partirono alle 13:40, per fornire supporto a distanza alle navi di Bödicker. L'Ammiragliato britannico fu informato della sortita tedesca grazie all'intercettazione delle comunicazioni radio della marina tedesca, e fece salpare la Grand Fleet alle 15:50.
Alle 14:00, la squadra di Bödicker aveva raggiunto la posizione al largo dell'isola di  Norderney, dalla quale virò verso nord per evitare gli osservatori olandesi di stanza sull'isola di Terschelling. Alle 15:38, la Seydlitz urtò una mina, che creò una falla di 15 m appena sotto il portello lanciasiluri di bordata, facendo imbarcare {{M:1250|u=t}} d'acqua secondo una fonte, 1 400 secondo un'altra, e con 11 morti a bordo. La Seydlitz tornò indietro, insieme a due torpediniere e allo Zeppelin L.7, alla velocità di 15 nodi. Le altre navi della squadra virarono verso sud, in direzione di Norderney,  per evitare ulteriori mine. Alle 16:00, la Seydlitz era in condizioni critiche, così si fermò la nave per permettere a Bödicker di sbarcare. La torpediniera SMS V28 portò Bödicker alla Lützow.
Per le 04:50 del 25 aprile, gli incrociatori da battaglia tedeschi si stavano avvicinando a Lowestoft quando gli incrociatori leggeri SMS Rostock e SMS Elbing, che sorvegliavano il fianco meridionale della squadra, avvistarono gli incrociatori leggeri e i cacciatorpediniere del commodoro Tyrwhitt, la Harwich Force. Bödicker decise di non ingaggiare le navi britanniche, ed iniziò a bombardare Lowestoft. Le navi tedesche distrussero due batterie costiere da 150 mm e danneggiarono alcuni edifici della città. Durante il bombardamento, un colpo da 150 mm proveniente dalle batterie costiere colpì la Moltke, ma non fece danni rilevanti. Un peschereccio armato di pattuglia fu affondato dall'incrociatore leggero SMS Frankfurt ed un altro dalla torpediniera G41 (a capo della flottiglia VI), con gli equipaggi ripescati e fatti prigionieri.
Alle 05:20, la squadra tedesca si diresse verso nord, verso Yarmouth, che raggiunse alle 05:42. la visibilità era così scarsa che le navi tedesche spararono solo una salva ciascuna, tranne la Derfflinger che sparò 14 colpi dalle sue batterie principali. Le navi tedesche si diressero verso sud, e alle 05:47 incontrarono di nuovo la Harwich Force, che era stata affrontata dalla squadra dei sei incrociatori leggeri tedeschi. Le navi di Bödicker aprirono il fuoco da una distanza di 12 000 metri. Tyrwhitt virò immediatamente e fuggì verso sud, ma non prima che l'incrociatore HMS Conquest e il cacciatorpediniere HMS Laertes subissero gravi danni, oltre a un altro incrociatore leggermente danneggiato. In seguito all'arrivo di notizie sull'attività di sottomarini e torpediniere nemiche, Bödicker rinunciò all'inseguimento e si diresse verso est verso la Hochseeflotte. A questo punto, Scheer, che era stato avvertito dell'uscita della Grand Fleet da Scapa Flow, decise di ritirarsi.

## Conseguenze

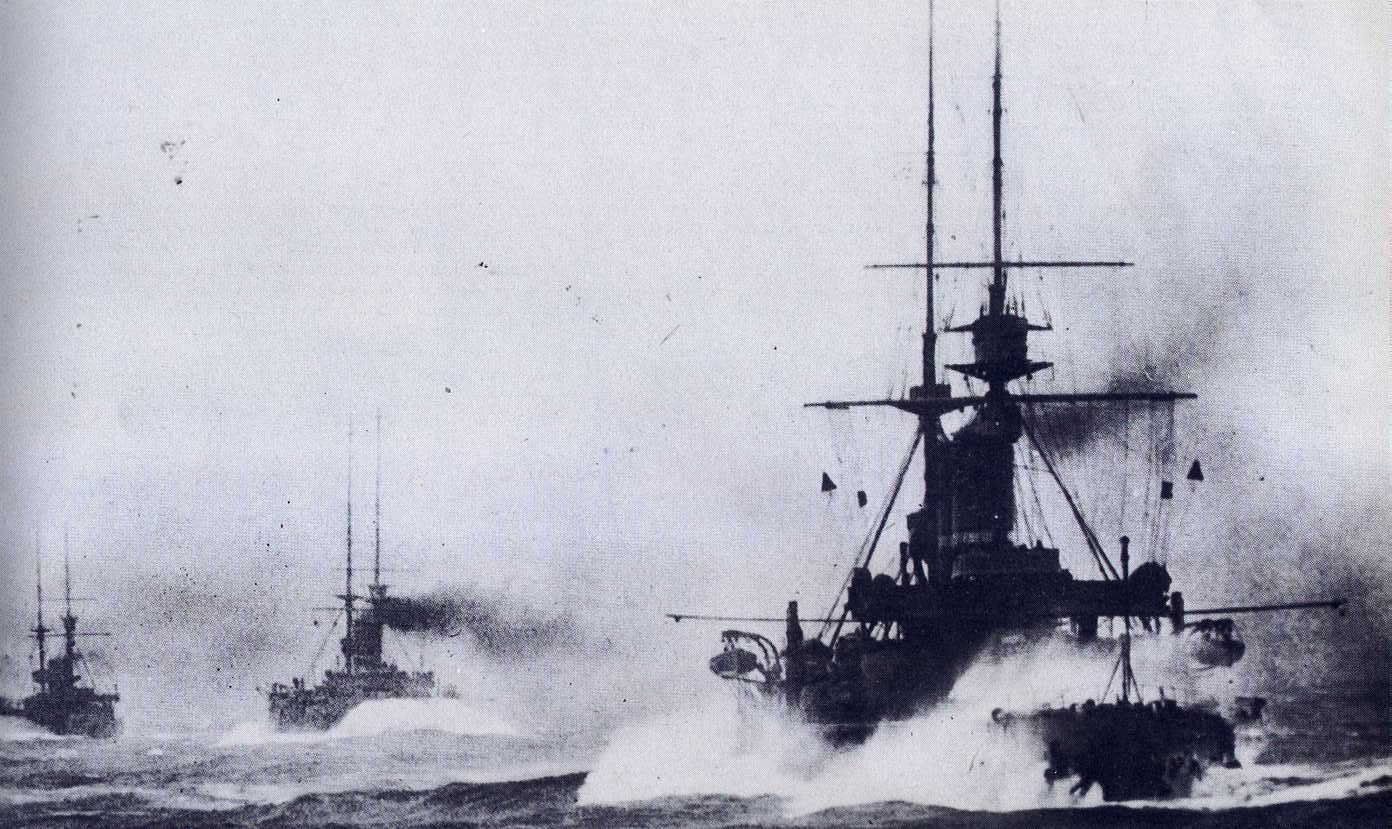
Corazzate della classe King Edward VII in manovra.

L'Ammiragliato britannico decise di disporre delle forze in grado di reagire più rapidamente ad eventuali attacchi sulla costa inglese. Il 3rd Battle Squadron (la terza squadra da battaglia)—forte di 7 navi da battaglia della Classe King Edward VII—fu spostata dal Rosyth al Tamigi, insieme alla HMS Dreadnought. La presenza di queste navi nel porto del Tamigi, di stanza presso Sheerness, fu una delle cause del non impiego della Harwich Force nella battaglia dello Jutland: dovevano restare a disposizione come scorta del 3rd Battle Squadron  sulla foce del Tamigi.